# Minna Nieminen
Pour les articles homonymes, voir Nieminen.
Minna Nieminen, née le 31 août 1976 à Lappeenranta en Etelä-Karjala en Finlande, est une rameuse finlandaise.

## Palmarès

### Jeux olympiques
- 2008 à Pékin,  Chine
  -  Médaille d'argent en deux de couple poids légers